# رولاند وتزیگ
رولاند وتزیگ (انگلیسی: Roland Wetzig؛ زادهٔ ۲۴ ژوئیهٔ ۱۹۵۹) ورزشکار بابسلد اهل آلمان بود.